# 川崎富士見球技場
川崎富士見球技場（かわさきふじみきゅうぎじょう）は、日本の神奈川県川崎市川崎区にある球技場。命名権を富士通が取得したことにより、2015年4月より富士通スタジアム川崎（ふじつうスタジアムかわさき、略称：富士通スタ）と呼称される（後述）。
1952年に開場し、プロ野球の大洋ホエールズやロッテオリオンズなどが本拠とした野球場の川崎球場を前身とする。2000年のスタンド撤去以降はアメリカンフットボールや軟式野球等での利用が主となり、2014年から現在の名称に変更された。施設は川崎市が所有し、東急コミュニティーと川崎フロンターレが指定管理者として運営管理を行っている。

## 沿革

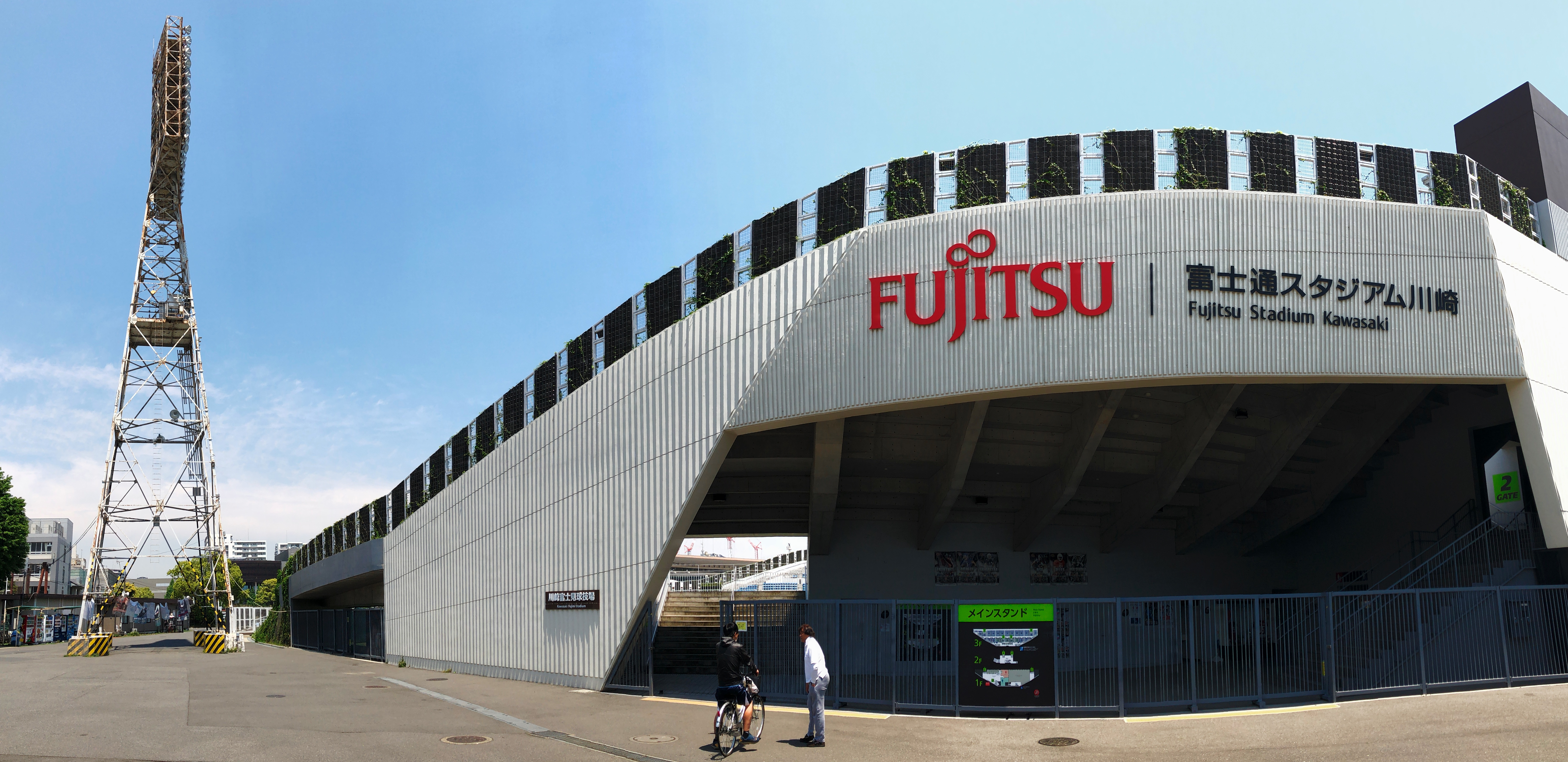
外観

旧川崎球場の沿革については川崎球場#歴史を参照。
野球場閉鎖直後の2000年4月からスタンドの撤去工事が開始され、順次撤去を開始（この間もしばらくの間、フィールドのみはアメフトなどで使用されていた）、8月から完全閉鎖し撤去工事が本格的に始まった。なお、スタンドに設置されていた王700号のプレートは撤去前に取り外されて洗浄・研磨され、また張本3000安打の表示板は王のプレートと同型のレプリカが作成され、先の川崎でのオープン戦で展示された後、ベースボール・マガジン社を介して新潟県南魚沼郡大和町（現：南魚沼市）の町立美術館に所蔵された。
翌2001年春、現施設の施工工事が順次完工して営業を再開し、5月に全面竣工した。フィールド部分と照明塔6基のうち3基および室内練習場はそのまま活用し、内野部分に2,700人収容の土盛りスタンドとアメリカンフットボールと兼用できる磁気反転式のスコアボードが新設された。硬式野球での使用はできないが、全国軟式野球統一王座決定戦・ジャパンカップ（ストロングリーグ主催）など草野球や軟式野球の他、アメリカンフットボール公式戦やプロレス、フリーマーケット会場等各種イベントに使用されている。また右翼側のスタンド跡が遊歩道として整備された他、三塁側から左翼側にかけてのスタンド跡を活用して駐車場が拡張された。
2004年には、それまで敷設していた人工芝が経年劣化したため、毛足が長く天然芝に近い感触を持つロングパイル型に張り替えた。また、Jリーグの川崎フロンターレが小学生や中学生のサッカースクールを開催している。
2007年には第3回アメリカンフットボール・ワールドカップが川崎市で開催され、川崎球場は中原区の等々力陸上競技場とともに開催会場の一つとなり、全9試合のうち開幕戦と決勝戦を除く7試合が行われた。これに合わせて老朽化した室内練習場が撤去され、新たに更衣室棟（クラブハウス）が建設された。また、この際アメフト観戦用の仮設スタンドが元のレフト・ライトのグラウンド上に新設された（野球用の1塁側の箇所がメインスタンド、同3塁側がバックスタンドで、従来の外野部分が縮小された。ゴール裏は従来に同じ）他、マウンドや各ベース部分などの土の部分についても全て人工芝化するなど事実上アメフト専用スタジアム化された。2009年にはよりアメフト用スタジアムとしての機能を増強すべく仮設スタンドの改修（主に旧ホームベース側への増設）が行われている。
川崎球場は今後、本格的な球技専用スタジアムとしてのリニューアルを図るためスタンドおよびグラウンドの増改築を行うことになり、まず2012年4月から約1年半をかけてメインスタンド側の仮設席の撤去→新スタンド（コンクリート製）設置工事を実施、2013年10月ごろにメインスタンド部が完成後、バックスタンドの仮設席撤去→新スタンド設置工事を行い、2014年10月ごろの竣工を目指すとしている。収容人員は4000人程度に拡大され、野球場時代の「ダイヤモンド型」から長方形型の「球技場」形式のものへ一新される。 ただし、工事期間中も通常通り試合や練習には使用可能である。
2014年4月1日、「川崎富士見球技場」 に改称され、12日にはメインスタンド（約2000席）竣工記念としてアメリカン・フットボール日本代表対ドイツ代表の試合が行われた（バックスタンド2000席の完成は2015年春）。
川崎市と野球場の運営法人だった株式会社川崎球場は2014年10月31日、スタジアムのリニューアルに合わせて、指定管理者制度の導入を発表。その指定管理者として、地元をホームタウンとするプロサッカークラブの川崎フロンターレ、並びに東急グループのビルメンテナンス会社である東急コミュニティーの2社が指定管理者の予定団体に内定した。主にイベントの運営をフロンターレが、施設の管理・運営は東急コミュニティーがそれぞれ担当する。この指定管理者制度は2014年7月にプロボーザル形式の公募で行い、複数の企業・団体が申し込んだ。その後「民間活用推進委員会」による審議によって決定したという。これに伴い株式会社川崎球場は2015年3月31日をもって法人を解散した。
また、10月より命名権協賛スポンサーを、川崎市の公営施設として初めて募集（年額1000万円以上）し、翌2015年1月に、中原区上小田中に工場と登記上の本店がある大手電機メーカーの富士通が協賛スポンサーになることと、その命名権取得後の名称に「富士通スタジアム川崎」を予定していると発表した。同年4月1日にこの名称でリニューアルオープンする。
事実上アメフト専用のスタジアムとなった後も軟式野球の球場として貸し出しており、施設利用のご案内には「全面人工芝で、ピッチャーマウンドは御座いません」「両翼約70m、センター約90m」と記載されていたが、富士通スタジアム完成後の使用用途はフットボール（サッカー、ラグビー、アメリカンフットボールと、それらの派生種目）、ゲートボール、グラウンドゴルフなどに限定し、野球・ソフトボールは隣接の富士見公園内にある富士見球場を使うように促している。ただし富士見球場は平日は川崎市立富士見中学校の校庭として使われているため、土曜午後・日・祝日と、学校の休校日（夏休み、冬休み、春休み）のみに一般開放している。
川崎球場時代の照明塔6基中3基が2022年まで使用されていたが、耐震性の問題から行政としては撤去を検討。2020年7月には市文化財登録を求めた請願審査が趣旨採択された ものの、2022年7月までに1基が撤去され、2023年1月からは残存していた2基の撤去工事が開始された。新照明塔として、LED対応の新機種を設置する工事が2021年末から行われ、2023年1月に運用開始。夜間の照明料金が大幅に引き下げられた。

## 施設概要
- 両翼：約70m、中堅：約90m
- 内外野：ロングパイル人工芝
- 照明設備：LED照明塔4基（メイン・バック各2基）
  - 2022年6月まではメタルハライドランプ照明塔3基（メイン側=野球の1塁側相当に2基、バック側=同3塁側相当に1基）
- スコアボード：チーム名、イニングスコア、カウント（SBO）表示のみ（得点部＝磁気反転式、チーム名表示部＝パネル式）。
  - アメリカンフットボールのスコアボードが隣接する（チーム名表示部＝パネル式、その他＝白色LED使用）。
- 収容人員：3,800人（内野側：土盛りスタンド、ベンチ設置箇所あり。外野側：スタンドなし）

## 交通
- JR川崎駅 東口より徒歩約17分
- 京急川崎駅 中央口より徒歩約15分
- 川崎鶴見臨港バス・川崎市バス 教育文化会館前停留所より徒歩約1分
- 川崎鶴見臨港バス 野球場裏および競輪場前停留所からいずれも徒歩約3分